# 翼裕香
翼 裕香（つばさ ゆうか、1986年2月10日 - ）は、日本のAV女優、ストリッパー。ハーレムエンターテイメント所属。
趣味：ゲーム、読書、ゴルフ、旅行、net。特技：音楽。好きなもの：いちご、酒（ビール）、ネコ、うさぎ、キラキラした物。

## 略歴・人物
東京都出身。2007年にAVデビュー。
2009年7月11日に新宿ニューアートにてストリップデビュー。

## 出演作品

### アダルトビデオ
2007年
- 春のSOD女子社員（恥）赤面祭り～第4回 部署対抗SOD社内公開リアルかくれんぼ～（4月19日、SODクリエイト）※「小川美穂」名義
- SOD女子社員 家族に絶対言えないAV会社のノーブラ残業!!（5月4日、SODクリエイト）
- 痴漢○学生 3（6月7日、ナチュラルハイ）
- 生中出し痴女引越センター（6月15日、イマージュ）
- コスかの VOL.10 コスプレ彼女…ゆうか（6月20日、ユープランニング）
- 彼女が、競泳水着に着がえたら（7月15日、ワープエンタテインメント）オムニバス作品
- 私たちが7人の競泳水着レディです。（7月19日、LADY×LADY）
- ザ・カメラテスト キミのオナニー激しいね ちょうど勃ったから入れてみようか（7月31日、アテナ映像）オムニバス作品
- 女体解剖2 すごい汁がたれてるよ… こんなの恥ずかしすぎる！（8月21日、アテナ映像）オムニバス作品
- ANAL SEX 2（9月15日、クリスタル映像）オムニバス作品
- セクハラ 6 これ以上したら訴えますよ！（10月21日、アテナ映像）オムニバス作品
- 名医と噂の肛門科の先生は、女子校生のお尻の穴が大好きな、同性愛者でアナルファッカー（12月19日、CROSS）

2008年
- 羞恥!イタズラ温泉 2 脱衣所の服を盗んだ。さあどうやって部屋に帰る？謹賀新年・裸踊りの美少女スペシャル（1月5日、サディスティックヴィレッジ）
- 巨乳天国 混浴露天風呂（1月17日、ROCKET）
- 平成20年度各局合同 新人女子アナウンサー入社前拷問研修（1月26日、ROCKET）
- 若妻フェミニスタ 08（2月22日、プレステージ）
- ジガドリ★オナニー 12（3月15日、ラハイナ東海）
- 現役東京M音大生の妄想遊戯 翼裕香（4月25日、BRAVO）
- オトコのスケベな妄想シリーズ VOL.17 透明人間になれるタイツを手に入れた! 裁判所編（5月22日、SODクリエイト）
- 素人四畳半生中出し07（6月30日、プラム）
- お兄ちゃんと近親相姦アナル飲尿FUCK 翼裕香（7月19日、エムズビデオグループ）
- 肛虐AF浣腸プレイ（11月1日、ワンズファクトリー）
- 悪の秘密ケツ社 一ノ屁のぞみ対肛門変態ホラレンジャー（11月22日、CROSS）※AVグランプリ2009 エントリー作品
- 全員がFカップ以上！巨乳ギャルだらけのおっぱいパブ!!（12月4日、GARCON）
- 二穴M女とダブル痴女、性器肛門イカせまくりトリプルFUCKレズビアン（12月19日、アンナと花子）
- コスかのBest VOL.02（12月26日、ユープランニング）

2009年
- 巨乳ギャルだらけの家庭教師センター（1月8日、GARCON）
- パイズリは狭射だよな! 2（3月1日、ワンズファクトリー）オムニバス作品
- Campus Style Vol.5 つばさ 21才 私立大3回生（3月27日、コージィ）
- ハメラレ Campus LIFE 05（4月11日、プレステージ）
- お兄ちゃん、お口で気持ち良くしてあげるね。（4月13日、マルクス兄弟）オムニバス作品
- 素人敏感OL生中出し（5月31日、プラム）
- 鬼ケツMANIAX（6月19日、レアル・ワークス）
- 下剤・お漏らし・羞恥アクメ（7月19日、ドグマ）
- 居酒屋の女性アルバイト 半裸接客の限界に挑戦。（8月6日、Hunter）
- 完全素人を1年間で48人中出しできるか挑戦！履いてたパンツもついでにGET!! 若妻編（8月21日、h.m.p）※「エミ」名義
- ヒロイン凌辱 23 美少女戦士セーラーブライト編（8月28日、GIGA）
- アナルにブチ込まれて感じちゃった女たち（9月1日、ワンズファクトリー）
- 私は痴女 第59報告書 生理前は疼くんです（9月12日、クリスタル映像）オムニバス作品
- 光差さぬ絞殺部屋の片隅で霞む意識を堕ちてゆく心と躰…（9月22日、C-Format）オムニバス作品
- お嬢さまはバックがお好き 8（9月25日、ケイ・エム・プロデュース）オムニバス作品
- M嬢の物語3 翼裕香（10月1日、中嶋興業）
- HoneyPod 翼裕香（10月23日、C-Format）
- 元祖！！素人ナンパ 7（11月16日、スリッカーズ）
- BEST WOMAN’S WRESTLING MANIA 5（12月23日、C-Format）

2010年
- BEST WOMAN’S WRESTLING MANIA 6（1月15日、C-Format）
- 自画撮り 淫乱オナニー狂 2（1月25日、アロマ企画）オムニバス作品
- アナル拷問 ～サードシーズン～ 翼裕香（2月4日、ディープス）
- 新 濡れたJK スク水・ブルマ編 翼裕香（3月1日、ワンズファクトリー）
- おバカな巨乳は即恥辱!! 女のいざこざSODが口喧嘩で解決します!!（3月4日、SODクリエイト）
- 若妻悶絶濃厚絶頂中出し交尾（3月19日、プレステージ）オムニバス作品
- 新 濡れたJK ぬるぬる制服編 翼裕香（4月1日、ワンズファクトリー）
- 女の惨すぎる瞬間 麻薬捜査官拷問 女捜査官FILE08 翼裕香の場合（4月3日、Baby Entertainment）
- アナル・FUCK 女子校生（5月1日、ワンズファクトリー）
- 極逝コレクター 真 悪魔の無限快楽拷問椅子（5月29日、Baby Entertainment）オムニバス作品
- 濡れ濡れブルマぬるぬる洗髪（8月1日、ワンズファクトリー）
- 特S級極エロ穴女（9月17日、無双）
- 僕の妹のフェラチオは最高に気持ちイイ（10月1日、ワンズファクトリー）